# Karol Bielecki
Karol Bielecki (født 23. januar 1982 i Sandomierz, Polen) er en tidligere polsk håndboldspiller, der senest spillede for Vive Kielce og Polens herrehåndboldlandshold.

## Landshold
Bielecki var længe en fast del af det polske landshold, og en bærende kraft på holdet, da det overraskende vandt sølvmedaljer ved VM i 2007, blandt andet efter i semifinalen at have besejret Danmark.
Bielecki fik en finger i øjet under en venskabskamp 11.juni 2010, som sidenhen bevirkede at han mistede synet på det venstre øje. Han valgte at fortsætte sin karriere og spiller nu med specielle beskyttelsesbriller.